# Weltmilchtag
Der Weltmilchtag wird einmal jährlich organisiert (meistens am 1. Juni), um international für den Konsum von Milch zu werben.
Er wurde von der Ernährungs- und Landwirtschaftsorganisation der Vereinten Nationen (FAO) und dem Internationalen Milchwirtschaftsverband (International Dairy Federation, IDF) 2001 ins Leben gerufen und wird in über 30 Ländern veranstaltet. Milch soll als natürliches und gesundes Getränk weltweit und für alle Altersstufen beworben werden.
Als Internationaler Tag der Milch wird der Weltmilchtag bereits seit 1957 begangen. Bereits am 14. Mai 1963 berichtete der NDR über den 6. Internationalen Tag der Milch.
Der Weltmilchtag ist nicht mit dem Weltschulmilchtag der FAO zu verwechseln, der am letzten Mittwoch im September begangen wird.